# Langholzfeld
Langholzfeld ist einer der fünf Ortsteile der oberösterreichischen Gemeinde Pasching. Mit 3592 Einwohnern (Stand 2024) wohnt mehr als die Hälfte der Einwohner Paschings in diesem Ortsteil.

## Lage
Langholzfeld liegt im Südosten des Gemeindegebietes. Während der Paschings Hauptort ländlich geprägt ist, gehört Langholzfeld mit Leonding und Traun zum relativ dicht verbauten Vorortegürtel südwestlich der Landeshauptstadt Linz.
Im Norden und Osten grenzt Langholzfeld an Leonding, im Süden bildet die B1 Wiener Straße die Grenze zu Traun. Die Abgrenzung zum westlich gelegenen Ortsteil Wagram ist nicht genau definiert, meist wird die B139 Kremstal Straße als „natürliche Grenze“ gesehen.

## Geschichte
Aus dem Franziszeischen Kataster ist ersichtlich, dass der Ortsteil noch zu Beginn des 19. Jahrhunderts stark bewaldet war. Der heute „Erholungswald“ hatte damals etwa die vierfache Fläche. Seine Ostgrenze stellte die heutige Prinz-Eugen-Straße dar, im Norden reichte er bis zur heutigen Kirchengasse.

Wappen Paschings mit der Pferdeeisenbahn

Die Pferdeeisenbahn Budweis–Linz–Gmunden führte durch den Ortsteil. Ein altes Wachthaus an der Stifterstraße erinnert daran, auch hat sich die Bahn als Symbol im Wappen Paschings niedergeschlagen.
Bis zum Zweiten Weltkrieg war Langholzfeld, von einzelnen Bauernhäusern abgesehen, unverbaut. Der Ortsteil wurde erst zwischen 1950 und 1965 zumeist von Heimatvertriebenen (aus Batschka, Banat, Siebenbürgen sowie Böhmen und Mähren) besiedelt. Seitdem stieg die Bevölkerungszahl stark an. Mittlerweile stehen viele Häuser der Volksdeutschen leer bzw. werden von Migranten aus der Türkei und Südosteuropa bewohnt. Dem Spannungsfeld zwischen alten und neuen Bewohnern und deren Sehnsüchten widmet sich das gleichnamige Hörspiel des in Langholzfeld aufgewachsenen Autors Andreas Jungwirth.

## Wirtschaft
Ein Großteil der bebauten Fläche wird von Einfamilienhäusern, seltener von Wohnblöcken eingenommen. Einige Gewerbebetriebe haben sich an den beiden Hauptstraßen angesiedelt.

## Verkehr
Langholzfeld kann über B1 Wiener Straße und B139 Kremstal Straße auf dem Straßenweg erreicht werden. Mit Ausnahme dieser beiden Straßen ist das gesamte Ortsgebiet eine Fahrverbotszone mit Geschwindigkeitsbeschränkung.
An den öffentlichen Nahverkehr ist der Ortsteil im Süden durch die Buslinien 43, 70 und 72 sowie im Norden und Westen durch die Straßenbahnlinien 3 und 4 der Linz AG angeschlossen. Zudem  verbindet die Buslinie 625 der Wilhelm Welser Verkehrsbetriebe Traun das Langholzfeld mit anderen Ortsteilen Paschings.

## Kultur

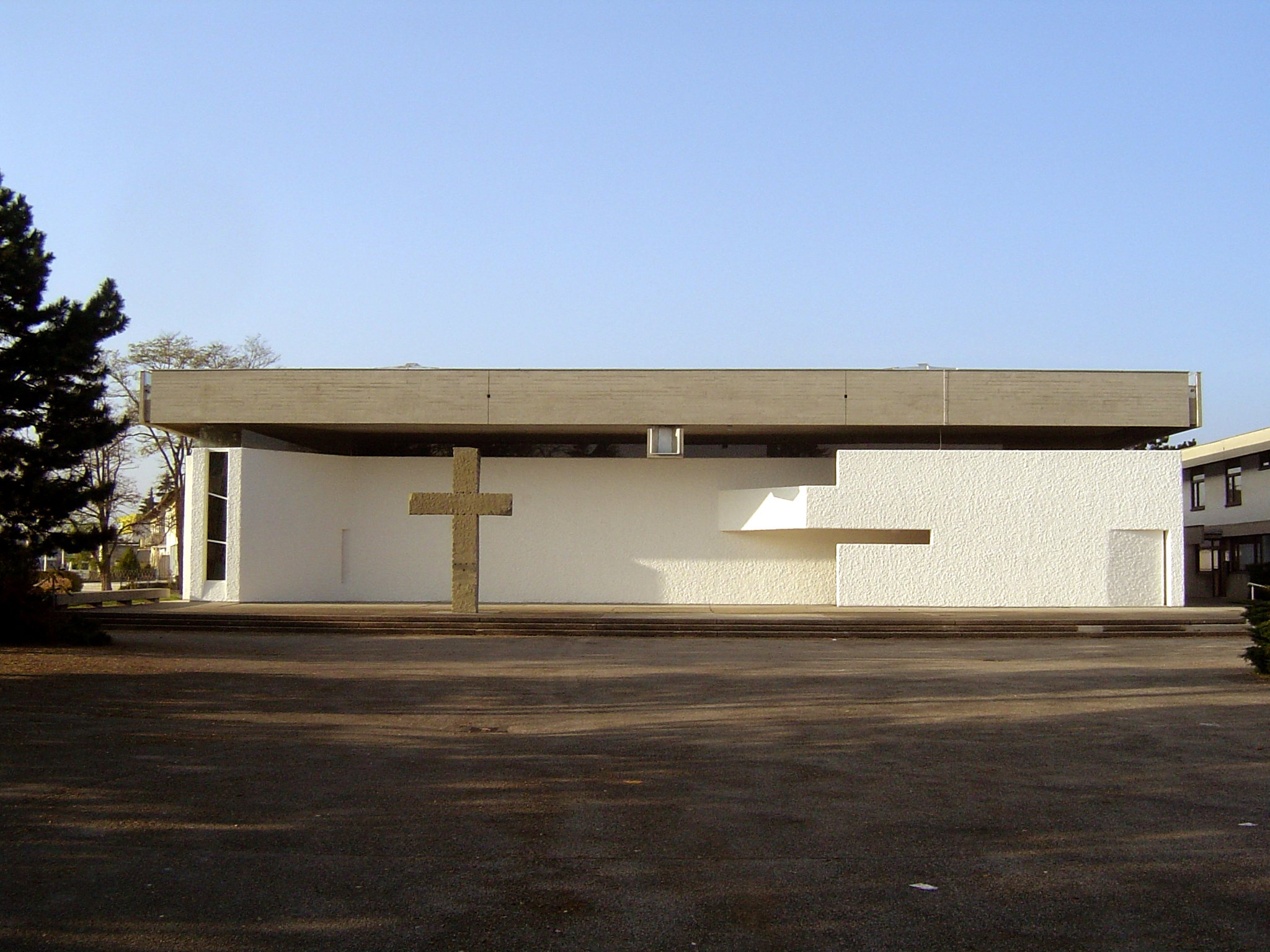
Heilig-Kreuz-Kirche in Langholzfeld

Langholzfeld verfügt über zwei öffentliche Kindergärten, einen Schülerhort, eine Krabbelstube, sowie eine Volks- und Hauptschule.
Die katholische „Heilig-Kreuz-Kirche“, auch Pfarrkirche Langholzfeld, wurde 1967 geweiht.
Der Musikverein Langholzfeld besteht seit 1963.